# Liste des monuments historiques de l'arrondissement de Vannes

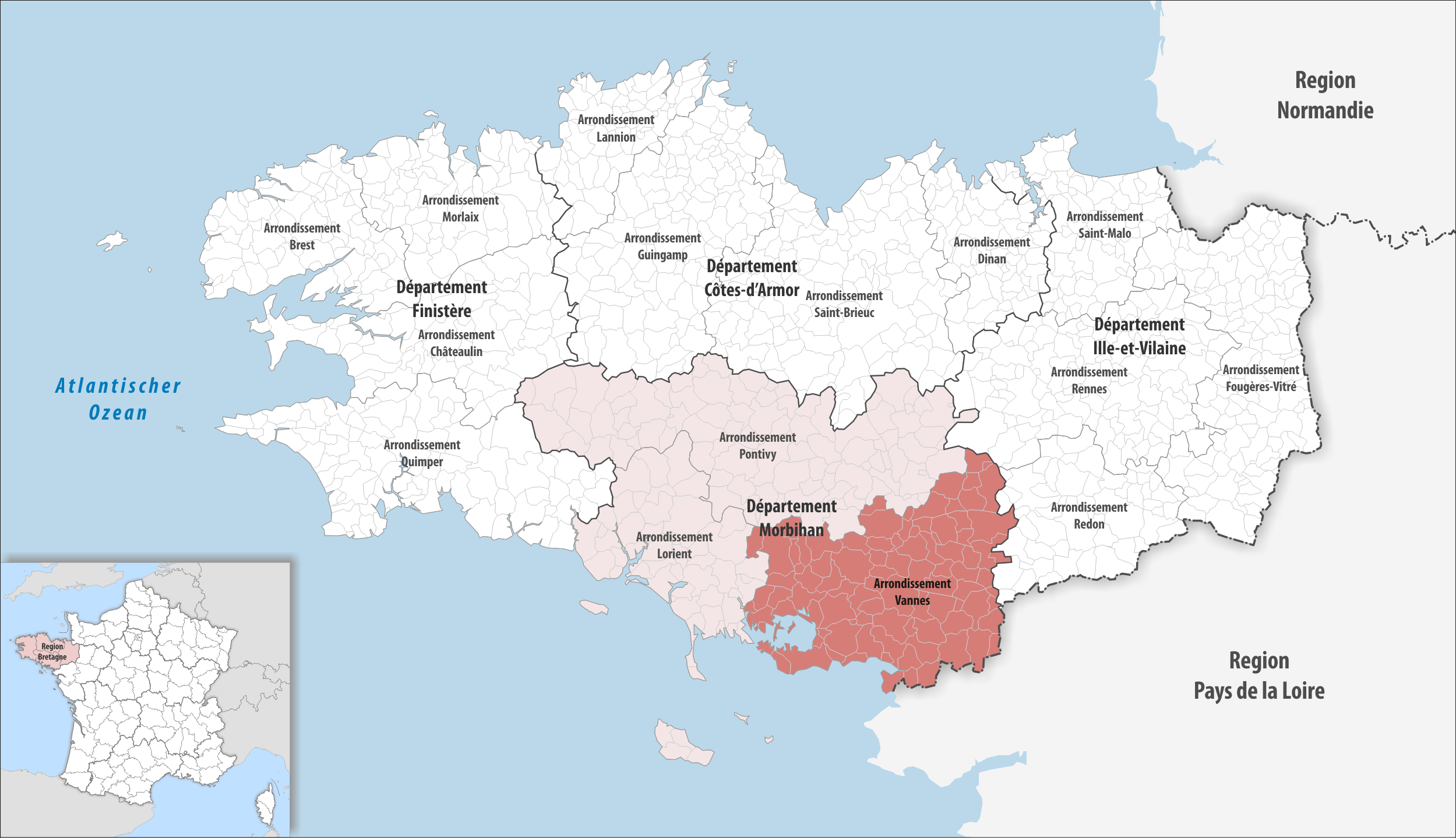
Carte de l'arrondissement de Vannes

Cet article recense les monuments historiques de l'arrondissement de Vannes, dans le département du Morbihan, en France.

## Généralités
Au 31 décembre 2009, le Morbihan compte 919 immeubles protégés au titre des monuments historiques, soit 335 classés, et 584 inscrits.
Parmi ceux-ci, 305 étaient situés dans l'arrondissement de Vannes (soit 33,2 % du total du département).
Le graphique suivant résume le nombre de premières protections par décennies :
La liste suivante les recense, organisés par commune.

## Liste
- Pour les MH de la commune de Vannes : Liste des monuments historiques de Vannes

- Haut – A
- B
- C
- D
- E
- F
- G
- H
- I
- J
- K
- L
- M
- N
- O
- P
- Q
- R
- S
- T
- U
- V
- W
- X
- Y
- Z

| Monument | Commune                                              | Adresse                                                  | Coordonnées                                    | Notice                                         | Protection                                                                      | Date                                           | Illustration |
| --- | ---------------------------------------------------- | -------------------------------------------------------- | ---------------------------------------------- | ---------------------------------------------- | ------------------------------------------------------------------------------- | ---------------------------------------------- | --- |
| Manoir de Deil y compris le pavillon Louis XIII, la fontaine et son bassin, le portail d'entrée, le vivier, les murs de clôture et les sols du jardin clos contenant le mail et les vestiges des anciennes terrasses, le colombier | Allaire                                              | Deilac                                                   | 47° 39′ 35″ nord, 2° 11′ 50″ ouest             | « PA00090974 »                                 | Inscrit                                                                         | 1976 2003 2004                                 | Manoir de Deily compris le pavillon Louis XIII, la fontaine et son bassin, le portail d'entrée, le vivier, les murs de clôtureet les sols du jardin clos contenant le mail et les vestiges des anciennes terrasses, le colombier |
| Manoir de Vau de Quip Façades et toitures ; cheminées de la salle d'honneur, de la pièce la précédant au rez-de-chaussée et du grenier. Chapelle, ferme, communs, terrasses au sud et murs d'enceinte | Allaire                                              | Vau de Quip                                              | 47° 40′ 05″ nord, 2° 10′ 54″ ouest             | « PA00090975 »                                 | Inscrit                                                                         | 1978 1993                                      | Manoir de Vau de QuipFaçades et toitures ; cheminées de la salle d'honneur, de la pièce la précédant au rez-de-chaussée et du grenier. Chapelle, ferme, communs, terrasses au sud et murs d'enceinte |
| Chapelle de Bavalan | Ambon                                                | Bavalan                                                  | 47° 32′ 32″ nord, 2° 30′ 14″ ouest             | « PA56000069 »                                 | Inscrit                                                                         | 2009                                           | Chapelle de Bavalan |
| Chapelle de Mille Secours de Brouël Façade occidentale | Ambon                                                | Brouël                                                   | 47° 33′ 30″ nord, 2° 34′ 14″ ouest             | « PA00090976 »                                 | Inscrit                                                                         | 1925                                           | Chapelle de Mille Secours de BrouëlFaçade occidentale |
| Église Saint-Cyr-et-Sainte-Julitte | Ambon                                                | Le Bourg                                                 | 47° 33′ 17″ nord, 2° 33′ 32″ ouest             | « PA00090977 »                                 | Classé                                                                          | 1990                                           | Église Saint-Cyr-et-Sainte-Julitte |
| Fontaine Sainte-Julitte | Ambon                                                | Sainte-Julitte                                           | 47° 35′ 22″ nord, 2° 33′ 14″ ouest             | « PA00090978 »                                 | Inscrit                                                                         | 1934                                           | Fontaine Sainte-Julitte |
| Moulin à vent de Billion | Ambon                                                | Billion                                                  | 47° 33′ 58″ nord, 2° 34′ 50″ ouest             | « PA00090979 »                                 | Inscrit                                                                         | 1979                                           | Moulin à vent de Billion |
| Château de Kéran Façades et toitures du château et du pavillon isolé dans le jardin | Arradon                                              | Kéran                                                    | 47° 37′ 19″ nord, 2° 50′ 41″ ouest             | « PA00090980 »                                 | Inscrit                                                                         | 1973                                           | Image manquante Téléverser |
| Dolmen de Kerhenry | Arradon                                              | Kerhenry                                                 | 47° 37′ 51″ nord, 2° 47′ 50″ ouest             | « PA56000097 »                                 | Inscrit                                                                         | 2023                                           | Dolmen de Kerhenry |
| Ferme Pierre sculptée représentant la tête d'un personnage et un écu à trois faces encastrée au-dessus du linteau de la porte | Arradon                                              | Allée du Château de Kéran                                | 47° 37′ 18″ nord, 2° 50′ 44″ ouest             | « PA00090981 »                                 | Inscrit                                                                         | 1955                                           | Image manquante Téléverser |
| Manoir de Kérat Façades et toitures | Arradon                                              | Kérat                                                    | 47° 37′ 08″ nord, 2° 49′ 25″ ouest             | « PA00090982 »                                 | Inscrit                                                                         | 1974                                           | Image manquante Téléverser |
| Chapelle Saint-Jean-Baptiste de Lantierne | Arzal                                                | Lantierne                                                | 47° 31′ 41″ nord, 2° 24′ 03″ ouest             | « PA00090983 »                                 | Classé                                                                          | 1964                                           | Chapelle Saint-Jean-Baptiste de Lantierne |
| Moulin de Séréac | Arzal                                                | Séréac                                                   | 47° 32′ 09″ nord, 2° 24′ 44″ ouest             | « PA00090984 »                                 | Classé                                                                          | 1937                                           | Image manquante Téléverser |
| Cromlech d'Er Lannic | Arzon                                                | Er Lannic                                                | 47° 34′ 04″ nord, 2° 53′ 48″ ouest             | « PA00090986 »                                 | Classé                                                                          | 1889                                           | Cromlech d'Er Lannic |
| Dolmen du Graniol | Arzon                                                | Graniol Tal er Men Guen                                  | 47° 33′ 14″ nord, 2° 53′ 29″ ouest             | « PA00090987 »                                 | Classé                                                                          | 1973                                           | Dolmen du Graniol |
| Dolmen de la pointe de Bilgroix | Arzon                                                | Bilgroix                                                 | 47° 33′ 22″ nord, 2° 54′ 50″ ouest             | « PA00090989 »                                 | Classé                                                                          | 1978                                           | Dolmen de la pointe de Bilgroix |
| Petit Mont | Arzon                                                | Petit Mont                                               | 47° 32′ 12″ nord, 2° 54′ 08″ ouest             | « PA00090988 »                                 | Classé                                                                          | 1904                                           | Petit Mont |
| Tumulus de Tumiac | Arzon                                                | Thumiac                                                  | 47° 32′ 28″ nord, 2° 52′ 20″ ouest             | « PA00090985 »                                 | Classé                                                                          | 1923                                           | Tumulus de Tumiac |
| Château de la Grée de Callac Chapelle, calvaire, orangerie, pavillon de chasse, statues et fabriques ornant le parc Logis, ferme dite « Faire-valoir », porterie, portail principal, guérite du mur d'enceinte, jardins, miroir d'eau | Augan (également situé sur la commune de Monteneuf)  |                                                          | 47° 53′ 14″ nord, 2° 14′ 12″ ouest             | « PA00091811 »                                 | Inscrit                                                                         | 1990                                           | Château de la Grée de CallacChapelle, calvaire, orangerie, pavillon de chasse, statues et fabriques ornant le parc Logis, ferme dite « Faire-valoir », porterie, portail principal, guérite du mur d'enceinte, jardins, miroir d'eau |
| Croix de cimetière | Augan                                                | Rue de la Croix Rouge                                    | 47° 55′ 15″ nord, 2° 16′ 57″ ouest             | « PA00090990 »                                 | Inscrit                                                                         | 1927                                           | Croix de cimetière |
| Dolmen de Mané-Ven-Guen | Baden                                                | La Grotte Toulvern                                       | 47° 35′ 58″ nord, 2° 55′ 24″ ouest             | « PA00091013 »                                 | Inscrit                                                                         | 1980                                           | Dolmen de Mané-Ven-Guen |
| Dolmen de Rohello | Baden                                                | Le Rohello                                               | 47° 37′ 07″ nord, 2° 56′ 51″ ouest             | « PA56000100 »                                 | Inscrit                                                                         | 2023                                           | Dolmen de Rohello |
| Dolmens du Couëdic | Baden                                                | Pointe de Toulvern                                       | 47° 35′ 12″ nord, 2° 55′ 23″ ouest             | « PA56000098 »                                 | Inscrit                                                                         | 2023                                           | Image manquante Téléverser |
| Dolmens de Lann Toulvern | Baden                                                | Pointe de Toulvern                                       | 47° 35′ 48″ nord, 2° 55′ 32″ ouest             | « PA56000099 »                                 | Inscrit                                                                         | 2023                                           | Image manquante Téléverser |
| Maison Le Bras | Baden                                                | 63 route du Château d'Eau                                | 47° 37′ 38″ nord, 2° 54′ 24″ ouest             | « PA56000094 »                                 | Inscrit                                                                         | 2021                                           | Maison Le Bras |
| Mur des Vénètes y compris le talus et les fossés | Baden                                                | Pointe du Blair                                          | 47° 35′ 37″ nord, 2° 56′ 14″ ouest             | « PA00091014 »                                 | Inscrit                                                                         | 1970                                           | Image manquante Téléverser |
| Château de l'Étier Façades et toitures | Béganne                                              | L'Etier                                                  | 47° 35′ 23″ nord, 2° 17′ 27″ ouest             | « PA00091023 »                                 | Inscrit                                                                         | 1976                                           | Château de l'ÉtierFaçades et toitures |
| Château de Léhélec Façades et toitures du château et des communs, escalier avec sa rampe en fer forgé Cour et terrasses situées devant le château | Béganne                                              | Léhelec                                                  | 47° 35′ 20″ nord, 2° 16′ 39″ ouest             | « PA00091022 »                                 | Inscrit                                                                         | 1966                                           | Château de LéhélecFaçades et toitures du château et des communs, escalier avec sa rampe en fer forgéCour et terrasses situées devant le château |
| Chapelle de Kercohan | Berric                                               | Kercohan                                                 | 47° 38′ 40″ nord, 2° 33′ 51″ ouest             | « PA00091030 »                                 | Inscrit                                                                         | 1929                                           | Chapelle de Kercohan |
| Chapelle Notre-Dame-des-Vertus | Berric                                               |                                                          | 47° 38′ 29″ nord, 2° 30′ 44″ ouest             | « PA00091031 »                                 | Classé                                                                          | 1930                                           | Chapelle Notre-Dame-des-Vertus |
| Château de Trémoar Façades et toitures du château, de la porterie, des communs et de la tour isolée Pigeonnier, puits de la cour d'honneur | Berric                                               | Trémohar                                                 | 47° 38′ 02″ nord, 2° 33′ 58″ ouest             | « PA00091032 »                                 | Inscrit                                                                         | 1960                                           | Château de TrémoarFaçades et toitures du château, de la porterie, des communs et de la tour isoléePigeonnier, puits de la cour d'honneur |
| Fontaine Notre-Dame-des-Vertus | Berric                                               |                                                          | 47° 38′ 40″ nord, 2° 30′ 52″ ouest             | « PA00091033 »                                 | Classé                                                                          | 1964                                           | Image manquante Téléverser |
| Cairn des Grays | Billiers                                             | Les Grays                                                | 47° 31′ 01″ nord, 2° 29′ 26″ ouest             | « PA00091046 »                                 | Inscrit                                                                         | 1934                                           | Cairn des Grays |
| Dolmen du Crapaud | Billiers                                             | Les Granges                                              | 47° 30′ 55″ nord, 2° 29′ 01″ ouest             | « PA00091047 »                                 | Classé                                                                          | 1978                                           | Dolmen du Crapaud |
| Chapelle Notre-Dame-de-Becquerel avec le mur de clôture et la fontaine | Le Bono                                              | Becquerel                                                | 47° 38′ 40″ nord, 2° 55′ 32″ ouest             | « PA00091049 »                                 | Inscrit                                                                         | 1925                                           | Chapelle Notre-Dame-de-Becquerelavec le mur de clôture et la fontaine |
| Dolmen du Rocher | Le Bono                                              | Le Rocher                                                | 47° 38′ 04″ nord, 2° 57′ 25″ ouest             | « PA00091048 »                                 | Classé                                                                          | 1889                                           | Image manquante Téléverser |
| Moulin de Kervilio avec le mécanisme et la digue | Le Bono                                              | Kervillio                                                | 47° 39′ 00″ nord, 2° 55′ 51″ ouest             | « PA00091050 »                                 | Inscrit                                                                         | 1987                                           | Moulin de Kervilioavec le mécanisme et la digue |
| Sépultures circulaires sous tertre tumulaire | Le Bono                                              | Le Rocher                                                | 47° 38′ 04″ nord, 2° 57′ 25″ ouest             | « PA00091051 »                                 | Classé                                                                          | 1928                                           | Sépultures circulaires sous tertre tumulaire |
| Six sépultures circulaires sous tertre tumulaire | Le Bono (anciennement Plougoumelen)                  | Le Rocher                                                | 47° 38′ 04″ nord, 2° 57′ 25″ ouest             | « PA00091515 »                                 | Classé                                                                          | 1928                                           | Six sépultures circulaires sous tertre tumulaire |
| Tumulus du Rocher | Le Bono (anciennement Plougoumelen)                  | Le Rocher                                                | 47° 38′ 04″ nord, 2° 57′ 25″ ouest             | « PA00091516 »                                 | Classé                                                                          | 1900                                           | Image manquante Téléverser |
| Vieux pont suspendu du Bono | Le Bono (également situé sur la commune de Pluneret) | Le Vieux Pont                                            | 47° 38′ 27″ nord, 2° 57′ 13″ ouest             | « PA56000011 »                                 | Inscrit                                                                         | 1997                                           | Vieux pont suspendu du Bono |
| Château de la Grandville et son parc paysager | Brandivy                                             | La Grand'Ville                                           | 47° 45′ 44″ nord, 2° 57′ 09″ ouest             | « PA56000095 »                                 | Inscrit                                                                         | 2022                                           | Image manquante Téléverser |
| Manoir de Kergal | Brandivy                                             | Kergal                                                   | 47° 47′ 17″ nord, 2° 56′ 12″ ouest             | « PA00091052 »                                 | Inscrit                                                                         | 1925                                           | Manoir de Kergal |
| Croix de Carlahoux | Caden                                                | Route de Malansac                                        | 47° 38′ 15″ nord, 2° 17′ 26″ ouest             | « PA00091065 »                                 | Inscrit                                                                         | 1937                                           | Croix de Carlahoux |
| Château de la Ville Quéno à savoir façades et toitures du logis, escalier et sa cage, salon et salle à manger ; façades et toitures des communs du XVIIe siècle attenants, de l'Hermitage, de l'Orangerie, du chenil ; façades et toitures des bâtiments de la ferme (maison d'habitation, étable et maison à four) ; ancien verger et ses murs de clôture, moulin de la Fosse avec l'étang et l'ensemble du système d'eau                                                                                          | Carentoir                                            | La Ville Quéno Quelneuc                                  | 47° 50′ 10″ nord, 2° 04′ 39″ ouest             | « PA56000063 »                                 | Inscrit                                                                         | 2007                                           | Image manquante Téléverser |
| Domaine de la Bourdonnaye à savoir les fortifications, le château, les écuries, les façades et toitures des bâtiments de la basse-cour, la chapelle de la Haute-Bouexière, les murs de l'enclos ainsi que le calvaire, les façades et toitures de l'ancien presbytère de la Haute-Bouexière avec son portail, ses murs d'enceinte, les façades et toitures de ses dépendances, le sol d'assiette du parc et du potager, les murs et grilles de clôture, le bassin, la grotte et les fabriques qui composent le parc | Carentoir                                            | Château de la Bourdonnaye Les Tanières Verger de la Grée | 47° 50′ 22″ nord, 2° 11′ 50″ ouest             | « PA56000138 »                                 | Inscrit                                                                         | 2023                                           | Domaine de la Bourdonnayeà savoir les fortifications, le château, les écuries, les façades et toitures des bâtiments de la basse-cour, la chapelle de la Haute-Bouexière, les murs de l'enclos ainsi que le calvaire, les façades et toitures de l'ancien presbytère de la Haute-Bouexière avec son portail, ses murs d'enceinte,les façades et toitures de ses dépendances, le sol d'assiette du parc et du potager, les murs et grilles de clôture, le bassin, la grotte et les fabriques qui composent le parc |
| Sépulture mégalithique de Sigré | Carentoir                                            | Sigré                                                    | 47° 46′ 46″ nord, 2° 11′ 57″ ouest             | « PA00091073 »                                 | Inscrit                                                                         | 1986                                           | Image manquante Téléverser |
| Croix Boucher | Caro                                                 | La Planchette                                            | 47° 52′ 00″ nord, 2° 18′ 46″ ouest             | « PA00091141 »                                 | Inscrit                                                                         | 1937                                           | Croix Boucher |
| Croix de l'Étang | Caro                                                 | D 166                                                    | 47° 51′ 39″ nord, 2° 18′ 41″ ouest             | « PA00091142 »                                 | Inscrit                                                                         | 1937                                           | Image manquante Téléverser |
| Manoir de Bodel Façades et toitures | Caro                                                 | Bodel                                                    | 47° 50′ 36″ nord, 2° 18′ 03″ ouest             | « PA00091143 »                                 | Inscrit                                                                         | 1978                                           | Image manquante Téléverser |
| Chapelle Notre-Dame de Kerdroguen | Colpo                                                | Kerdroguen                                               | 47° 48′ 54″ nord, 2° 46′ 51″ ouest             | « PA00091161 »                                 | Inscrit                                                                         | 1946                                           | v |
| Tour des Anglais | Damgan                                               | Pointe du Lenn                                           | 47° 30′ 12″ nord, 2° 37′ 57″ ouest             | « PA56000012 »                                 | Inscrit                                                                         | 1997                                           | Tour des Anglais |
| Chapelle Saint-Clément et sa croix monolithe sur le placître | Elven                                                |                                                          | 47° 42′ 14″ nord, 2° 35′ 49″ ouest             | « PA00091176 »                                 | Inscrit                                                                         | 1973                                           | Chapelle Saint-Clémentet sa croix monolithe sur le placître |
| Château de Largouët comprenant la tour et l'ensemble des ruines y compris basse-cour, douves, étang et sa digue, ruines de la chapelle, murs de clôture du domaine, puits, façades et toitures de la maison de garde dite « La porterie », portail à double entrée cochère et piétonne, quatre piliers placés au carrefour des deux allées principales du bois, deux piliers placés à l'entrée du domaine | Elven                                                | Largouët                                                 | 47° 43′ 31″ nord, 2° 37′ 07″ ouest             | « PA00091177 »                                 | Classé Inscrit                                                                  | 1862 1932 2000                                 | Château de Largouëtcomprenant la tour et l'ensemble des ruinesy compris basse-cour, douves, étang et sa digue, ruines de la chapelle, murs de clôture du domaine, puits, façades et toitures de la maison de garde dite « La porterie », portail à double entrée cochère et piétonne, quatre piliers placés au carrefour des deux allées principales du bois, deux piliers placés à l'entrée du domaine |
| Église Saint-Alban Abside et sacristie | Elven                                                | Le Bourg                                                 | 47° 43′ 57″ nord, 2° 35′ 26″ ouest             | « PA00091178 »                                 | Inscrit                                                                         | 1925                                           | Église Saint-AlbanAbside et sacristie |
| Croix de cimetière | Les Fougerêts                                        | Le Bourg                                                 | 47° 44′ 29″ nord, 2° 12′ 52″ ouest             | « PA00091198 »                                 | Inscrit                                                                         | 1937                                           | Croix de cimetière |
| Manoir de la Cour de Launay ainsi que les vestiges des communs et l'assiette foncière de l'ancien domaine | Les Fougerêts                                        | La Cour Launay                                           | 47° 43′ 53″ nord, 2° 12′ 00″ ouest             | « PA56000084 »                                 | Inscrit                                                                         | 2017,                                          | Image manquante Téléverser |
| Château de Sourdéac Tourelle de l'escalier | La Gacilly                                           | Sourdéac Glénac                                          | 47° 43′ 49″ nord, 2° 07′ 15″ ouest             | « PA00091200 »                                 | Inscrit                                                                         | 1925                                           | Image manquante Téléverser |
| Croix de cimetière | La Gacilly                                           | Rue du Cimetière Glénac                                  | 47° 43′ 32″ nord, 2° 07′ 53″ ouest             | « PA00091201 »                                 | Inscrit                                                                         | 1927                                           | Image manquante Téléverser |
| Croix de Sourdéac | La Gacilly                                           | Sourdéac Glénac                                          | 47° 43′ 47″ nord, 2° 07′ 09″ ouest             | « PA00091202 »                                 | Inscrit                                                                         | 1927                                           | Image manquante Téléverser |
| Croix de Tréhat | La Gacilly                                           | Tréhat Glénac                                            | 47° 43′ 41″ nord, 2° 09′ 08″ ouest             | « PA00091203 »                                 | Inscrit                                                                         | 1927                                           | Image manquante Téléverser |
| Chapelle de Burgo | Grand-Champ                                          | Burgo                                                    | 47° 45′ 03″ nord, 2° 48′ 50″ ouest             | « PA00091212 »                                 | Classé                                                                          | 1931                                           | Chapelle de Burgo |
| Chapelle Sainte-Brigitte | Grand-Champ                                          | Loperhet                                                 | 47° 47′ 47″ nord, 2° 52′ 16″ ouest             | « PA00091213 »                                 | Classé                                                                          | 1936                                           | Chapelle Sainte-Brigitte |
| Croix de cimetière | Grand-Champ                                          | Le Bourg                                                 | 47° 45′ 36″ nord, 2° 50′ 55″ ouest             | « PA00091214 »                                 | Inscrit                                                                         | 1927                                           | Croix de cimetière |
| Croix de chemin du Moustoir-des-Fleurs | Grand-Champ                                          | Le Moustoir-des-Fleurs                                   | 47° 43′ 46″ nord, 2° 48′ 22″ ouest             | « PA00091215 »                                 | Inscrit                                                                         | 1927                                           | Image manquante Téléverser |
| Fontaine de Burgo | Grand-Champ                                          | Burgo                                                    | 47° 45′ 10″ nord, 2° 48′ 36″ ouest             | « PA00091216 »                                 | Classé                                                                          | 1942                                           | Fontaine de Burgo |
| Fontaine de Loperhet | Grand-Champ                                          | Loperhet                                                 | 47° 47′ 54″ nord, 2° 52′ 17″ ouest             | « PA00091217 »                                 | Inscrit                                                                         | 1946                                           | Fontaine de Loperhet |
| Maison de prêtre de Chanticoq Façades | Grand-Champ                                          | Chanticoq                                                | 47° 43′ 54″ nord, 2° 50′ 03″ ouest             | « PA00091218 »                                 | Inscrit                                                                         | 1988                                           | Image manquante Téléverser |
| Maison de prêtre de Locmiquel Façades | Grand-Champ                                          | Locmiquel                                                | 47° 43′ 19″ nord, 2° 52′ 18″ ouest             | « PA00091219 »                                 | Inscrit                                                                         | 1988                                           | Image manquante Téléverser |
| Manoir de Kerléguen | Grand-Champ                                          | Kerléguen                                                | 47° 44′ 58″ nord, 2° 51′ 15″ ouest             | « PA00091220 »                                 | Inscrit                                                                         | 1928                                           | Manoir de Kerléguen |
| Chapelle Saint-Étienne | Guer                                                 | Saint-Étienne                                            | 47° 54′ 18″ nord, 2° 10′ 17″ ouest             | « PA00091244 »                                 | Classé                                                                          | 1971                                           | Chapelle Saint-Étienne |
| Château de Coëtbo y compris communs, conciergerie, chapelle, pigeonnier et jardin avec ses terrasses et leurs escaliers | Guer                                                 | Coëtbo                                                   | 47° 52′ 34″ nord, 2° 07′ 36″ ouest             | « PA00091245 »                                 | Classé                                                                          | 1993                                           | Château de Coëtboy compris communs, conciergerie, chapelle, pigeonnier et jardin avec ses terrasses et leurs escaliers |
| Croix située devant la chapelle Saint-Nicolas de Guer | Guer                                                 | Saint-Nicolas                                            | 47° 52′ 59″ nord, 2° 07′ 25″ ouest             | « PA00091246 »                                 | Inscrit                                                                         | 1927                                           | Croix située devant la chapelle Saint-Nicolas de Guer |
| Parcelle contenant des vestiges d'un édifice gallo-romain | Guer                                                 | Saint-Étienne                                            | 47° 54′ 16″ nord, 2° 10′ 15″ ouest             | « PA00091247 »                                 | Classé                                                                          | 1976                                           | Image manquante Téléverser |
| Croix de cimetière | Le Guerno                                            | Place de l'Église                                        | 47° 34′ 57″ nord, 2° 24′ 28″ ouest             | « PA00091254 »                                 | Inscrit                                                                         | 1925                                           | Croix de cimetière |
| Église Sainte-Anne | Le Guerno                                            | Place de l'Église                                        | 47° 34′ 58″ nord, 2° 24′ 27″ ouest             | « PA00091255 »                                 | Classé                                                                          | 1971                                           | Église Sainte-Anne |
| Fontaine Sainte-Anne | Le Guerno                                            | Sainte-Anne                                              | 47° 35′ 07″ nord, 2° 24′ 22″ ouest             | « PA00091256 »                                 | Inscrit                                                                         | 1925                                           | Fontaine Sainte-Anne |
| Fontaine Sainte-Marie | Le Guerno                                            | Branféré                                                 | 47° 35′ 17″ nord, 2° 23′ 47″ ouest             | « PA00091257 »                                 | Inscrit                                                                         | 1928                                           | Fontaine Sainte-Marie |
| Alignement de Brouel | Île-aux-Moines                                       | Pointe de Brouel                                         | 47° 35′ 27″ nord, 2° 49′ 50″ ouest             | « PA56000122 »                                 | Inscrit                                                                         | 2023                                           | Alignement de Brouel |
| Cromlech de Kergenan | Île-aux-Moines                                       | Kergonan                                                 | 47° 35′ 27″ nord, 2° 51′ 05″ ouest             | « PA00091302 »                                 | Classé                                                                          | 1862                                           | Cromlech de Kergenan |
| Dolmen de Pen-Hap | Île-aux-Moines                                       | Er Golo Taul                                             | 47° 35′ 00″ nord, 2° 51′ 23″ ouest             | « PA00091303 »                                 | Classé                                                                          | 1979                                           | Dolmen de Pen-Hap |
| Dolmens de la pointe de Nioul | Île-aux-Moines                                       | Pointe de Nioul                                          | 47° 33′ 38″ nord, 2° 51′ 33″ ouest             | « PA56000123 »                                 | Inscrit                                                                         | 2023                                           | Dolmens de la pointe de Nioul |
| Ensemble mégalithique de Roh Vras comprenant le dolmen et le menhir de Roh Vras, deux menhirs et deux dalles mégalithiques et leur réserve archéologique | Île-aux-Moines                                       | Pointe du Spernéguy                                      | 47° 34′ 39″ nord, 2° 51′ 16″ ouest             | « PA56000124 »                                 | Inscrit                                                                         | 2023                                           | Image manquante Téléverser |
| Dolmens de la Pointe de Liouse et les vestiges de leurs tumulus | Île-d'Arzsarzeau                                     | Pointe de Liouse                                         | 47° 34′ 45″ nord, 2° 48′ 45″ ouest             | « PA56000125 »                                 | Inscrit                                                                         | 2023                                           | Dolmens de la Pointe de Liouseet les vestiges de leurs tumulus |
| Église de la Nativité | Île-d'Arz                                            | Le Bourg                                                 | 47° 35′ 22″ nord, 2° 48′ 07″ ouest             | « PA00091304 »                                 | Classé                                                                          | 1862                                           | Église de la Nativité |
| Prieuré Façades et toitures | Île-d'Arz                                            | Rue du Vrai-Secours                                      | 47° 35′ 22″ nord, 2° 48′ 07″ ouest             | « PA00091305 »                                 | Inscrit                                                                         | 1979                                           | PrieuréFaçades et toitures |
| Cairn et dolmen de l'Île Longue | Larmor-Baden                                         | Île Longue                                               | 47° 34′ 18″ nord, 2° 54′ 32″ ouest             | « PA56000126 »                                 | Inscrit                                                                         | 2023                                           | Cairn et dolmen de l'Île Longue |
| Cairn de Gavrinis | Larmor-Baden                                         | Île Gravinis                                             | 47° 34′ 19″ nord, 2° 53′ 56″ ouest             | « PA00091357 »                                 | Classé                                                                          | 1901                                           | Cairn de Gavrinis |
| Tumulus d'Etal-Berder | Larmor-Baden                                         | Etal-Berder                                              | 47° 34′ 57″ nord, 2° 53′ 30″ ouest             | « PA00091356 »                                 | Inscrit                                                                         | 1960                                           | Tumulus d'Etal-Berder |
| Croix de cimetière | Larré                                                | Le Bourg                                                 | 47° 42′ 36″ nord, 2° 31′ 09″ ouest             | « PA00091361 »                                 | Inscrit                                                                         | 1926                                           | Croix de cimetière |
| Croix de Saint-Christophe | Larré                                                | Le Bourg                                                 | 47° 42′ 43″ nord, 2° 30′ 56″ ouest             | « PA00091362 »                                 | Inscrit                                                                         | 1939                                           | Croix de Saint-Christophe |
| Chapelle Saint-Laurent | Limerzel                                             | Rue Saint-Laurent                                        | 47° 38′ 08″ nord, 2° 21′ 15″ ouest             | « PA00091366 »                                 | Inscrit                                                                         | 1932                                           | Image manquante Téléverser |
| Calvaire du cimetière | Limerzel                                             | Rue de la Mairie                                         | 47° 38′ 14″ nord, 2° 21′ 23″ ouest             | « PA00091367 »                                 | Inscrit                                                                         | 1927                                           | Image manquante Téléverser |
| Croix de Crévéac | Limerzel                                             | Crévéac                                                  | 47° 39′ 47″ nord, 2° 21′ 02″ ouest             | « PA00091368 »                                 | Inscrit                                                                         | 1928                                           | Croix de Crévéac |
| Croix de Saint-Clair | Limerzel                                             | Vallée de Saint-Clair                                    | 47° 39′ 11″ nord, 2° 21′ 19″ ouest             | « PA00091369 »                                 | Inscrit                                                                         | 1934                                           | Croix de Saint-Clair |
| Fontaine Saint-Clair | Limerzel                                             | Vallée de Saint-Clair                                    | 47° 39′ 07″ nord, 2° 21′ 22″ ouest             | « PA00091370 »                                 | Inscrit                                                                         | 1928                                           | Fontaine Saint-Clair |
| Maison Pennon héraldique sculpté sur la façade | Limerzel                                             | 2 place de l'Église                                      | 47° 38′ 10″ nord, 2° 21′ 15″ ouest             | « PA00091372 »                                 | Inscrit                                                                         | 1929                                           | Image manquante Téléverser |
| Manoir de Pinieux Pignon sur cour avec porte en anse de panier de la chapelle | Limerzel                                             | Pinieux                                                  | 47° 37′ 43″ nord, 2° 22′ 56″ ouest             | « PA00091371 »                                 | Inscrit                                                                         | 1927                                           | Image manquante Téléverser |
| Chapelle Sainte-Catherine et sa fontaine | Lizio                                                | Sainte-Catherine                                         | 47° 52′ 28″ nord, 2° 29′ 53″ ouest             | « PA00091373 »                                 | Inscrit                                                                         | 1935                                           | Chapelle Sainte-Catherineet sa fontaine |
| Château de Coët-Candec | Locmaria-Grand-Champ                                 | Coët-Candec                                              | 47° 47′ 12″ nord, 2° 46′ 59″ ouest             | « PA00091378 »                                 | Inscrit                                                                         | 1939                                           | Château de Coët-Candec |
| Calvaire du cimetière | Locqueltas                                           | Chemin du Calvaire                                       | 47° 45′ 26″ nord, 2° 46′ 02″ ouest             | « PA00091406 »                                 | Inscrit                                                                         | 1927                                           | Calvaire du cimetière |
| Croix du chemin de Coëtcandec | Locqueltas                                           | Route de Bignan                                          | 47° 45′ 43″ nord, 2° 46′ 05″ ouest             | « PA00091407 »                                 | Inscrit                                                                         | 1937                                           | Croix du chemin de Coëtcandec |
| Calvaire Saint-Jacques | Malansac                                             | Place du Bourg place de l'Église                         | 47° 40′ 39″ nord, 2° 17′ 50″ ouest             | « PA00091415 »                                 | Inscrit                                                                         | 1928                                           | Calvaire Saint-Jacques |
| Château de la Grationnaye Façades et toitures du corps central ouest, de l'aile nord, du pavillon nord-ouest et du pavillon du parc Chapelle | Malansac                                             | La Grationnaye                                           | 47° 41′ 21″ nord, 2° 18′ 35″ ouest             | « PA00091416 »                                 | Inscrit                                                                         | 1984                                           | Image manquante Téléverser |
| Parc de Bodelio y compris sa rabine d'accès | Malansac                                             | Bodelio                                                  | 47° 41′ 38″ nord, 2° 16′ 44″ ouest             | « PA00091817 »                                 | Inscrit                                                                         | 1992                                           | Image manquante Téléverser |
| Église Saint-Gilles | Malestroit                                           | Place du Bouffay                                         | 47° 48′ 36″ nord, 2° 22′ 56″ ouest             | « PA00091420 »                                 | Classé                                                                          | 1931                                           | Église Saint-Gilles |
| Maison de la Truie qui file Façades et toitures | Malestroit                                           | 3 place Bouffay                                          | 47° 48′ 35″ nord, 2° 22′ 57″ ouest             | « PA00091421 »                                 | Classé                                                                          | 1923                                           | Maison de la Truie qui fileFaçades et toitures |
| Maison du Pélican Façades et toitures | Malestroit                                           | 5 place Bouffay                                          | 47° 48′ 35″ nord, 2° 22′ 58″ ouest             | « PA00091422 »                                 | Inscrit                                                                         | 1931                                           | Maison du PélicanFaçades et toitures |
| Maison Façade et toiture | Malestroit                                           | 9 place Bouffay                                          | 47° 48′ 35″ nord, 2° 22′ 58″ ouest             | « PA00091423 »                                 | Inscrit                                                                         | 1931                                           | MaisonFaçade et toiture |
| Maison Façade et toiture | Malestroit                                           | 13 place Bouffay                                         | 47° 48′ 35″ nord, 2° 22′ 59″ ouest             | « PA00091424 »                                 | Inscrit                                                                         | 1931                                           | MaisonFaçade et toiture |
| Maison Le Moué Façade | Malestroit                                           | 7 rue du Général-de-Gaulle                               | 47° 48′ 32″ nord, 2° 22′ 54″ ouest             | « PA00091426 »                                 | Inscrit                                                                         | 1933                                           | Maison Le MouéFaçade |
| Maison Porte en menuiserie | Malestroit                                           | 19 rue du Général-de-Gaulle                              | 47° 48′ 34″ nord, 2° 22′ 56″ ouest             | « PA00091427 »                                 | Inscrit                                                                         | 1933                                           | MaisonPorte en menuiserie |
| Maison Façade sur rue et toiture | Malestroit                                           | 21 rue du Général-de-Gaulle                              | 47° 48′ 34″ nord, 2° 22′ 56″ ouest             | « PA00091425 »                                 | Inscrit                                                                         | 1933                                           | MaisonFaçade sur rue et toiture |
| Chapelle de la Madeleine (ruines) | Malestroit                                           | faubourg de la Madeleine                                 | 47° 48′ 44″ nord, 2° 22′ 39″ ouest             | « PA00091417 »                                 | Inscrit                                                                         | 1934                                           | Chapelle de la Madeleine(ruines) |
| Croix du faubourg Saint-Michel Partie supérieure | Malestroit                                           | 5 faubourg Saint-Michel                                  | 47° 48′ 41″ nord, 2° 23′ 06″ ouest             | « PA00091418 »                                 | Inscrit                                                                         | 1935                                           | Croix du faubourg Saint-MichelPartie supérieure |
| Croix Joubin | Malestroit                                           | Faubourg Saint-Michel Rue des Augustines                 | 47° 48′ 42″ nord, 2° 23′ 08″ ouest             | « PA00091419 »                                 | Inscrit                                                                         | 1935                                           | Croix Joubin |
| Moulin à vent | Marzan                                               | Le Bourg                                                 | 47° 32′ 17″ nord, 2° 20′ 03″ ouest             | « PA00091433 »                                 | Inscrit                                                                         | 1937                                           | Image manquante Téléverser |
| Croix de chemin de Norbrat | Meucon                                               | Norbrat                                                  | 47° 43′ 17″ nord, 2° 46′ 42″ ouest             | « PA00091446 »                                 | Inscrit                                                                         | 1927                                           | Croix de chemin de Norbrat |
| Château de la Grée de Callac | Monteneuf (également sur la commune d'Augan)         | La Grée de Callac                                        | 47° 53′ 14″ nord, 2° 14′ 12″ ouest             | « PA00091810 »                                 | inscrit                                                                         | 1990                                           | Château de la Grée de Callac |
| Croix de cimetière | Monteneuf                                            | Place Saint-Nicodème                                     | 47° 52′ 21″ nord, 2° 12′ 34″ ouest             | « PA00091448 »                                 | Inscrit                                                                         | 1927                                           | Croix de cimetière |
| Domaine mégalithique des Pierres droites | Monteneuf                                            | Les Pierres Droites La Lande de Monteneuf                | 47° 52′ 56″ nord, 2° 11′ 09″ ouest             | « PA56000013 »                                 | Inscrit                                                                         | 1997                                           | Domaine mégalithique des Pierres droites |
| Chapelle de Mangolérian | Monterblanc                                          | Mangolérian                                              | 47° 42′ 54″ nord, 2° 43′ 05″ ouest             | « PA56000052 »                                 | Inscrit                                                                         | 2001                                           | Chapelle de Mangolérian |
| Hangar no 2 de l'aéroport de Vannes | Monterblanc                                          | 12 rue du Chevalier-d'Orgeix                             | 47° 43′ 48″ nord, 2° 43′ 08″ ouest             | « PA56000143 »                                 | Inscrit                                                                         | 2024                                           | Hangar no 2 de l'aéroport de Vannes |
| Dolmen de La Chambrette | Nivillac                                             | Folleux                                                  | 47° 34′ 26″ nord, 2° 16′ 21″ ouest             | « PA00091463 »                                 | Classé                                                                          | 1957                                           | Dolmen de La Chambrette |
| Tombeau des Martyrs | Nivillac                                             | Ros                                                      | 47° 34′ 00″ nord, 2° 16′ 29″ ouest             | « PA00091464 »                                 | Classé                                                                          | 1957                                           | Tombeau des Martyrs |
| Doyenné Façades et toitures de l'ensemble des bâtiments (y compris porte nord de l'enceinte et colombier) Cheminée avec inscription de 1534 | Péaule                                               | Le Vieux Doyenné                                         | 47° 34′ 51″ nord, 2° 20′ 44″ ouest             | « PA00091471 »                                 | Inscrit                                                                         | 1928 1965                                      | DoyennéFaçades et toitures de l'ensemble des bâtiments (y compris porte nord de l'enceinte et colombier)Cheminée avec inscription de 1534 |
| Croix de Saint-Bily | Plaudren                                             | Saint-Bily                                               | 47° 46′ 36″ nord, 2° 38′ 18″ ouest             | « PA00091473 »                                 | Inscrit                                                                         | 1929                                           | Croix de Saint-Bily |
| Allée couverte de Coguer Neguinan | Plescop                                              | Cogueler-Neguignan Le Palastre                           | 47° 41′ 35″ nord, 2° 52′ 49″ ouest             | « PA00091474 »                                 | Inscrit                                                                         | 1970                                           | Image manquante Téléverser |
| Chapelle Notre-Dame de Lézurgan | Plescop                                              | Lézurgan                                                 | 47° 41′ 43″ nord, 2° 50′ 41″ ouest             | « PA00091475 »                                 | Inscrit                                                                         | 1951                                           | Chapelle Notre-Dame de Lézurgan |
| Calvaire Saint-Marc | Pleucadeuc                                           | Saint-Marc                                               | 47° 48′ 00″ nord, 2° 22′ 00″ ouest             | « PA00091476 »                                 | Inscrit                                                                         | 1927                                           | Calvaire Saint-Marc |
| Croix du bourg | Pleucadeuc                                           | Place Anne-de-Bretagne                                   | 47° 45′ 33″ nord, 2° 22′ 31″ ouest             | « PA00091477 »                                 | Inscrit                                                                         | 1928                                           | Image manquante Téléverser |
| Croix de Gorays (située sur le mur d'enclos de la chapelle Saint-Barthélémy) | Pleucadeuc                                           | Le Gorays                                                | 47° 46′ 30″ nord, 2° 24′ 39″ ouest             | « PA00091478 »                                 | Inscrit                                                                         | 1927                                           | Croix de Gorays(située sur le mur d'enclos de la chapelle Saint-Barthélémy) |
| Chapelle Notre-Dame de Béléan | Ploeren                                              | Béléan                                                   | 47° 40′ 47″ nord, 2° 49′ 05″ ouest             | « PA00091493 »                                 | Inscrit                                                                         | 1925 Porte nord 10 juin 2020 totalité          | Chapelle Notre-Dame de Béléan |
| Croix de cimetière | Plougoumelen                                         | Place de l'Église                                        | 47° 39′ 10″ nord, 2° 55′ 05″ ouest             | « PA00091514 »                                 | Classé                                                                          | 1930                                           | Croix de cimetière |
| Château de Talhouët comprenant logis, chapelle, façades et toitures des communs, jardins en terrasses avec leurs murets et structures maçonnées, murs de clôture du domaine | Pluherlin                                            | Talhouët                                                 | 47° 43′ 11″ nord, 2° 22′ 28″ ouest             | « PA56000045 »                                 | Inscrit                                                                         | 2000                                           | Image manquante Téléverser |
| Croix de cimetière | Pluherlin                                            | Le Bourg                                                 | 47° 41′ 55″ nord, 2° 21′ 58″ ouest             | « PA00091536 »                                 | Inscrit                                                                         | 1937                                           | Image manquante Téléverser |
| Chapelle Saint-Michel | Questembert                                          |                                                          | 47° 39′ 40″ nord, 2° 27′ 04″ ouest             | « PA00091594 »                                 | Classé                                                                          | 1922                                           | Chapelle Saint-Michel |
| Croix de la chapelle Saint-Vincent | Questembert                                          |                                                          | 47° 40′ 25″ nord, 2° 29′ 05″ ouest             | « PA00091595 »                                 | Inscrit                                                                         | 1928                                           | Croix de la chapelle Saint-Vincent |
| Château d'Ereck Communs, cour d'honneur et son puits du XVIe siècle, parterres, jardins et douves | Questembert                                          | Ereck                                                    | 47° 41′ 51″ nord, 2° 27′ 03″ ouest             | « PA00091596 »                                 | Inscrit                                                                         | 1946                                           | Image manquante Téléverser |
| Calvaire Saint-Michel | Questembert                                          | Cimetière                                                | 47° 39′ 40″ nord, 2° 27′ 04″ ouest             | « PA00091597 »                                 | Classé                                                                          | 1922                                           | Calvaire Saint-Michel |
| Croix des Buttes | Questembert                                          | Avenue Roland-Garros Avenue des Genêts                   | 47° 39′ 43″ nord, 2° 27′ 37″ ouest             | « PA00091598 »                                 | Inscrit                                                                         | 1933                                           | Croix des Buttes |
| Croix du Congo | Questembert                                          | Le Congo                                                 | 47° 41′ 05″ nord, 2° 28′ 26″ ouest             | « PA00091599 »                                 | Inscrit                                                                         | 1933                                           | Croix du Congo |
| Fontaine de Bréhardec | Questembert                                          | Bréhardec                                                | 47° 38′ 08″ nord, 2° 24′ 02″ ouest             | « PA00091600 »                                 | Inscrit                                                                         | 1928                                           | Image manquante Téléverser |
| Halles | Questembert                                          |                                                          | 47° 39′ 40″ nord, 2° 27′ 14″ ouest             | « PA00091601 »                                 | Classé                                                                          | 1922                                           | Halles |
| Moulin de Lançay y compris ses machines, la grange et le système hydraulique (canaux, bief, vannes et les murs de soutènement de la digue de retenue) | Questembert                                          |                                                          | 47° 42′ 39″ nord, 2° 26′ 51″ ouest             | « PA56000055 »                                 | Inscrit                                                                         | 2003                                           | Moulin de Lançayy compris ses machines, la grange et le système hydraulique (canaux, bief, vannes et les murs de soutènement de la digue de retenue) |
| Puits du presbytère | Questembert                                          | Rue du Chanoine Niol                                     | 47° 39′ 53″ nord, 2° 27′ 13″ ouest             | « PA00091602 »                                 | Inscrit                                                                         | 1934                                           | Puits du presbytère |
| Maison du Canon | La Roche-Bernard                                     | Place du Pilory                                          | 47° 31′ 07″ nord, 2° 18′ 10″ ouest             | « PA00091636 »                                 | Inscrit                                                                         | 1941                                           | Maison du Canon |
| Calvaire | Rochefort-en-Terre                                   | Place de l'Église                                        | 47° 41′ 55″ nord, 2° 20′ 20″ ouest             | « PA00091637 »                                 | Classé                                                                          | 1925                                           | Calvaire |
| Château Ensemble des vestiges, y compris les façades et toitures du manoir et de la chapelle | Rochefort-en-Terre                                   | Rue du Château                                           | 47° 42′ 00″ nord, 2° 20′ 22″ ouest             | « PA00091638 »                                 | Inscrit                                                                         | 1990                                           | ChâteauEnsemble des vestiges, y compris les façades et toitures du manoir et de la chapelle |
| Église Notre-Dame-de-la-Tronchaye | Rochefort-en-Terre                                   | Le Bourg                                                 | 47° 41′ 54″ nord, 2° 20′ 19″ ouest             | « PA00091639 »                                 | Classé                                                                          | 1931                                           | Église Notre-Dame-de-la-Tronchaye |
| Immeuble Façade et toiture | Rochefort-en-Terre                                   |                                                          | à géolocaliser                                 | « PA00091642 »                                 | Inscrit                                                                         | 1937                                           | Image manquante Téléverser |
| Immeuble Façade et toiture | Rochefort-en-Terre                                   |                                                          | 47° 41′ 58″ nord, 2° 20′ 15″ ouest             | « PA00091643 »                                 | Inscrit                                                                         | 1937                                           | ImmeubleFaçade et toiture |
| Immeuble Façade et toiture | Rochefort-en-Terre                                   |                                                          | 47° 41′ 58″ nord, 2° 20′ 15″ ouest             | « PA00091644 »                                 | Inscrit                                                                         | 1937                                           | ImmeubleFaçade et toiture |
| Immeuble Façade et toiture | Rochefort-en-Terre                                   |                                                          | 47° 41′ 58″ nord, 2° 20′ 14″ ouest             | « PA00091645 »                                 | Inscrit                                                                         | 1937                                           | ImmeubleFaçade et toiture |
| Maison Façade sur rue avec toiture correspondante | Rochefort-en-Terre                                   | Grande-Rue                                               | 47° 41′ 58″ nord, 2° 20′ 14″ ouest             | « PA00091640 »                                 | Classé                                                                          | 1926                                           | MaisonFaçade sur rue avec toiture correspondante |
| Maison Façade sur rue et toiture | Rochefort-en-Terre                                   | 2 Place du Puits                                         | 47° 41′ 58″ nord, 2° 20′ 13″ ouest             | « PA00091641 »                                 | Inscrit                                                                         | 1932                                           | MaisonFaçade sur rue et toiture |
| Manoir de Balangeard Façades et toitures | Ruffiac                                              | La Rivière                                               | 47° 47′ 41″ nord, 2° 17′ 11″ ouest             | « PA00091812 »                                 | Inscrit                                                                         | 1990                                           | Manoir de BalangeardFaçades et toitures |
| Croix de cimetière | Saint-Abraham                                        | Rue de l'Église                                          | 47° 51′ 22″ nord, 2° 24′ 34″ ouest             | « PA00091652 »                                 | Inscrit                                                                         | 1927                                           | Croix de cimetière |
| Camp protohistorique de Kastel-Ker-Nevé (aussi nommé Camp de César) | Saint-Avé                                            | Lann-en-Hostel Parc d'Orlin                              | 47° 42′ 36″ nord, 2° 43′ 20″ ouest             | « PA00091659 »                                 | Classé                                                                          | 1973                                           | Camp protohistorique de Kastel-Ker-Nevé (aussi nommé Camp de César) |
| Chapelle Saint-Avé-d'en-Bas y compris l'enclos, le calvaire, la fontaine et les sablières et entraits sculptés | Saint-Avé                                            | Place Notre-Dame-du-Loc                                  | 47° 41′ 23″ nord, 2° 43′ 50″ ouest             | « PA00091661 »                                 | Classé                                                                          | 1922 1932                                      | Chapelle Saint-Avé-d'en-Basy compris l'enclos, le calvaire, la fontaine et les sablières et entraits sculptés |
| Chapelle Saint-Michel | Saint-Avé                                            | Saint-Michel                                             | 47° 43′ 08″ nord, 2° 45′ 01″ ouest             | « PA00091662 »                                 | Inscrit                                                                         | 1929                                           | Chapelle Saint-Michel |
| Château de Rulliac Façade sur la cour d'honneur | Saint-Avé                                            | Rulliac                                                  | 47° 42′ 31″ nord, 2° 44′ 19″ ouest             | « PA00091663 »                                 | Inscrit                                                                         | 1925                                           | Château de RulliacFaçade sur la cour d'honneur |
| Croix de cimetière | Saint-Avé                                            | Place de l'Église                                        | 47° 41′ 24″ nord, 2° 44′ 12″ ouest             | « PA00091664 »                                 | Inscrit                                                                         | 1929                                           | Croix de cimetière |
| Manoir de Coedigo-Malenfant Façades, toitures et deux cheminées de l'étage | Saint-Avé                                            | Rue de Coëtdigo                                          | 47° 40′ 56″ nord, 2° 45′ 46″ ouest             | « PA00091813 »                                 | Inscrit                                                                         | 1990                                           | Manoir de Coedigo-MalenfantFaçades, toitures et deux cheminées de l'étage |
| Chapelle Sainte-Anne | Saint-Dolay                                          | Sainte-Anne                                              | 47° 33′ 55″ nord, 2° 11′ 44″ ouest             | « PA00091670 »                                 | Classé                                                                          | 1930                                           | Chapelle Sainte-Anne |
| Abbaye Saint-Gildas de Rhuys Église abbatiale | Saint-Gildas-de-Rhuys                                |                                                          | 47° 29′ 59″ nord, 2° 50′ 24″ ouest             | « PA00091674 »                                 | Classé                                                                          | 1840                                           | Abbaye Saint-Gildas de RhuysÉglise abbatiale |
| Allée couverte de Clos-et-Bé | Saint-Gildas-de-Rhuys                                | Le Net                                                   | 47° 31′ 49″ nord, 2° 50′ 44″ ouest             | « PA00091672 »                                 | Classé                                                                          | 1923                                           | Allée couverte de Clos-et-Bé |
| Dolmen du Port-aux-Moines | Saint-Gildas-de-Rhuys                                | La Grée de Port Maria                                    | 47° 29′ 32″ nord, 2° 50′ 04″ ouest             | « PA00091673 »                                 | Classé                                                                          | 1969                                           | Dolmen du Port-aux-Moines |
| Menhir de Liorh Larzonnic | Saint-Gildas-de-Rhuys                                | Liorh Larzonnic                                          | 47° 31′ 32″ nord, 2° 50′ 31″ ouest             | « PA00091676 »                                 | Classé                                                                          | 1967                                           | Menhir de Liorh Larzonnic |
| Menhir de Clos-et-Bé | Saint-Gildas-de-Rhuys                                | Croix-de-By                                              | 47° 31′ 48″ nord, 2° 50′ 45″ ouest             | « PA00091675 »                                 | Inscrit                                                                         | 1969                                           | Menhir de Clos-et-Bé |
| Menhir de Men-en-Palud | Saint-Gildas-de-Rhuys                                | Les Champs sur le Plud Net                               | 47° 31′ 46″ nord, 2° 50′ 59″ ouest             | « PA00091677 »                                 | Inscrit                                                                         | 1969                                           | Menhir de Men-en-Palud |
| Menhir de Pen-Guen | Saint-Gildas-de-Rhuys                                | Le Ruello de la Manigan                                  | à géolocaliser                                 | « PA00091678 »                                 | Inscrit                                                                         | 1968                                           | Image manquante Téléverser |
| Menhirs de Clos-et-Bé | Saint-Gildas-de-Rhuys                                | La Croix-de-By                                           | 47° 31′ 49″ nord, 2° 50′ 45″ ouest             | « PA00091680 »                                 | Inscrit                                                                         | 1970                                           | Image manquante Téléverser |
| Pierre Jaune de Kercambre | Saint-Gildas-de-Rhuys                                | Le Ligno La Pierre Jaune                                 | 47° 29′ 13″ nord, 2° 48′ 47″ ouest             | « PA00091679 »                                 | Inscrit                                                                         | 1970                                           | Pierre Jaune de Kercambre |
| Château de Brignac | Saint-Guyomard                                       | Brignac                                                  | 47° 47′ 38″ nord, 2° 31′ 35″ ouest             | « PA00091682 »                                 | Classé (Façades, toitures et tour) Inscrit (château, chapelle, communs et parc) | 1975 27 juillet 2020                           | Château de Brignac |
| Croix de cimetière | Saint-Laurent-sur-Oust                               | Le Bourg                                                 | 47° 47′ 49″ nord, 2° 19′ 14″ ouest             | « PA00091686 »                                 | Inscrit                                                                         | 1925                                           | Image manquante Téléverser |
| Croix de cimetière | Saint-Malo-de-Beignon                                | Le Bourg                                                 | 47° 57′ 32″ nord, 2° 08′ 57″ ouest             | « PA00091688 »                                 | Inscrit                                                                         | 1927                                           | Croix de cimetière |
| Église Saint-Malo avec son placître et son calvaire du XVIe siècle | Saint-Malo-de-Beignon                                | Le Bourg                                                 | 47° 57′ 33″ nord, 2° 08′ 57″ ouest             | « PA00091689 »                                 | Inscrit                                                                         | 2023                                           | Église Saint-Maloavec son placître et son calvaire du XVIe siècle |
| Allée couverte de Trélan | Saint-Marcel                                         | Landes du Pisset                                         | 47° 49′ 20″ nord, 2° 25′ 43″ ouest             | « PA00091691 »                                 | Classé                                                                          | 1964                                           | Allée couverte de Trélan |
| Croix Catherine | Saint-Marcel                                         | Place des A.-F.-N.                                       | 47° 48′ 14″ nord, 2° 25′ 06″ ouest             | « PA00091692 »                                 | Inscrit                                                                         | 1933                                           | Croix Catherine |
| Croix du Champ-des-Morts | Saint-Marcel                                         | Cimetière                                                | 47° 48′ 21″ nord, 2° 25′ 03″ ouest             | « PA00091693 »                                 | Inscrit                                                                         | 1933                                           | Image manquante Téléverser |
| Dolmens de Béhellec | Saint-Marcel                                         | Les Hardys-Béhellec                                      | 47° 48′ 01″ nord, 2° 26′ 07″ ouest             | « PA00091694 »                                 | Inscrit                                                                         | 1966                                           | Dolmens de Béhellec |
| Château de Castellan Façades et toitures du château et des communs, chambre à alcôve avec son décor | Saint-Martin-sur-Oust                                |                                                          | 47° 45′ 16″ nord, 2° 16′ 57″ ouest             | « PA00091695 »                                 | Inscrit                                                                         | 1980                                           | Château de CastellanFaçades et toitures du château et des communs, chambre à alcôve avec son décor |
| Croix de carrefour des Friches | Saint-Martin-sur-Oust                                | Saint-Mathurin                                           | 47° 45′ 25″ nord, 2° 17′ 57″ ouest             | « PA00091696 »                                 | Inscrit                                                                         | 1928                                           | Image manquante Téléverser |
| Deux croix de cimetière | Saint-Nicolas-du-Tertre                              | Le Bourg                                                 | 47° 48′ 11″ nord, 2° 13′ 14″ ouest             | « PA00091697 »                                 | Inscrit                                                                         | 1937                                           | Image manquante Téléverser |
| Chapelle Sainte-Anne | Saint-Nolff                                          | Place du Calvaire                                        | 47° 42′ 10″ nord, 2° 39′ 01″ ouest             | « PA00091698 »                                 | Inscrit                                                                         | 1929                                           | Chapelle Sainte-Anne |
| Croix de chemin de Rannuec | Saint-Nolff                                          | Rannuec                                                  | 47° 40′ 43″ nord, 2° 40′ 50″ ouest             | « PA00091700 »                                 | Inscrit                                                                         | 1929                                           | Image manquante Téléverser |
| Croix de Saint-Colombier | Saint-Nolff                                          | Saint-Colombier                                          | 47° 41′ 41″ nord, 2° 40′ 48″ ouest             | « PA00091699 »                                 | Inscrit                                                                         | 1929                                           | Croix de Saint-Colombier |
| Église Saint-Mayeul | Saint-Nolff                                          | Place du Calvaire                                        | 47° 42′ 10″ nord, 2° 39′ 02″ ouest             | « PA00091701 »                                 | Inscrit                                                                         | 1929                                           | Église Saint-Mayeul |
| Croix de cimetière | Saint-Vincent-sur-Oust                               | Place de la Mairie                                       | 47° 42′ 00″ nord, 2° 08′ 50″ ouest             | « PA00091725 »                                 | Inscrit                                                                         | 1925                                           | Image manquante Téléverser |
| Château de Kérampoul Façades et toitures du bâtiment rectangulaire flanqué d'une tour d'angle | Sarzeau                                              | Penvins                                                  | 47° 30′ 19″ nord, 2° 40′ 59″ ouest             | « PA00091726 »                                 | Inscrit                                                                         | 1968                                           | Château de KérampoulFaçades et toitures du bâtiment rectangulaire flanqué d'une tour d'angle |
| Château de Kerlevénan Façades et toitures du château et des écuries ; Grande et petite salles à manger, boudoir ; chapelle et pavillon chinois | Sarzeau                                              | Kerlevenan                                               | 47° 32′ 22″ nord, 2° 43′ 48″ ouest             | « PA00091727 »                                 | Classé                                                                          | 1982                                           | Image manquante Téléverser |
| Château de Suscinio | Sarzeau                                              | Suscinio                                                 | 47° 30′ 46″ nord, 2° 43′ 46″ ouest             | « PA00091728 »                                 | Classé                                                                          | 1840                                           | Château de Suscinio |
| Dolmen d'Er-Roh | Sarzeau                                              | Belle Vue                                                | 47° 32′ 33″ nord, 2° 48′ 37″ ouest             | « PA00091729 »                                 | Classé                                                                          | 1925                                           | Dolmen d'Er-Roh |
| Dolmen d'Er-Roh | Sarzeau                                              | Moulin de Brillac                                        | 47° 32′ 33″ nord, 2° 48′ 36″ ouest             | « PA00091730 »                                 | Classé                                                                          | 1939                                           | Dolmen d'Er-Roh |
| Fuseau de Jeannette | Sarzeau                                              | Motte d'Argueven                                         | 47° 31′ 53″ nord, 2° 50′ 06″ ouest             | « PA00091733 »                                 | Inscrit                                                                         | 1969                                           | Fuseau de Jeannette |
| Maison Lucarne en granit et toiture | Sarzeau                                              | Place Duchesse-Anne                                      | 47° 31′ 38″ nord, 2° 46′ 07″ ouest             | « PA00091732 »                                 | Inscrit                                                                         | 1933                                           | Image manquante Téléverser |
| Maison Lucarne en granit | Sarzeau                                              | Place Duchesse-Anne                                      | 47° 31′ 37″ nord, 2° 46′ 07″ ouest             | « PA00091731 »                                 | Inscrit                                                                         | 1933                                           | MaisonLucarne en granit |
| Menhir de Cohporh | Sarzeau                                              | Coporh                                                   | 47° 31′ 37″ nord, 2° 43′ 36″ ouest             | « PA56000133 »                                 | Inscrit                                                                         | 2023                                           | Menhir de Cohporh |
| Menhir de Kermaillard | Sarzeau                                              | Kermaillard                                              | 47° 32′ 10″ nord, 2° 50′ 57″ ouest             | « PA56000134 »                                 | Inscrit                                                                         | 2023                                           | Menhir de Kermaillard |
| Menhir de la Truie | Sarzeau                                              | Pointe de Penvins                                        | 47° 29′ 46″ nord, 2° 40′ 24″ ouest             | « PA56000135 »                                 | Inscrit                                                                         | 2023                                           | Image manquante Téléverser |
| Villa Coëtihuel | Sarzeau                                              | Coëtihuel                                                | 47° 31′ 40″ nord, 2° 48′ 03″ ouest             | « PA56000059 »                                 | Inscrit                                                                         | 2006                                           | Villa Coëtihuel |
| Croix de la Brassée | Séné                                                 | Le Bois de Saint-Laurent                                 | 47° 38′ 59″ nord, 2° 43′ 03″ ouest             | « PA00091739 »                                 | Inscrit                                                                         | 1929                                           | Croix de la Brassée |
| Croix de Montsarrac | Séné                                                 | Montsarrac                                               | 47° 35′ 45″ nord, 2° 43′ 01″ ouest             | « PA00091740 »                                 | Inscrit                                                                         | 1929                                           | Croix de Montsarrac |
| Dolmen de Gornevèse | Séné                                                 | Bodilin Le Gorneveze                                     | 47° 36′ 29″ nord, 2° 44′ 43″ ouest             | « PA00091741 »                                 | Classé                                                                          | 1968                                           | Dolmen de Gornevèse |
| Chapelle Sainte-Suzanne et son calvaire | Sérent                                               | Tréviet                                                  | 47° 50′ 42″ nord, 2° 30′ 31″ ouest             | « PA00091742 »                                 | Classé                                                                          | 1977                                           | Chapelle Sainte-Suzanneet son calvaire |
| Église Saint-Pierre | Sérent                                               | Le Bourg                                                 | 47° 49′ 23″ nord, 2° 30′ 22″ ouest             | « PA00091743 »                                 | Classé                                                                          | 1946                                           | Église Saint-Pierre |
| Manoir de Tromeur Façades et toitures du logis principal et du logis-porte ; colombier, puits et cour pavée | Sérent                                               | Tromeur                                                  | 47° 51′ 15″ nord, 2° 30′ 13″ ouest             | « PA56000048 »                                 | Inscrit                                                                         | 2000                                           | Manoir de TromeurFaçades et toitures du logis principal et du logis-porte ; colombier, puits et cour pavée |
| Château de Ferrières | Sulniac                                              | Les Ferrières                                            | 47° 40′ 23″ nord, 2° 31′ 25″ ouest             | « PA00091745 »                                 | Inscrit                                                                         | 1929                                           | Image manquante Téléverser |
| Croix du cimetière | Sulniac                                              | Place de l'Église                                        | 47° 40′ 34″ nord, 2° 34′ 16″ ouest             | « PA00091746 »                                 | Inscrit                                                                         | 1926                                           | Croix du cimetière |
| Église Saint-Jean-Baptiste de Gorvello | Sulniac                                              | Le Gorvello                                              | 47° 38′ 23″ nord, 2° 35′ 47″ ouest             | « PA00091747 »                                 | Inscrit                                                                         | 1925                                           | Église Saint-Jean-Baptiste de Gorvello |
| Fontaine Saint-Jean-Baptiste de Gorvello | Sulniac                                              | Le Gorvello                                              | 47° 38′ 22″ nord, 2° 35′ 47″ ouest             | « PA00091748 »                                 | Inscrit                                                                         | 1946                                           | Fontaine Saint-Jean-Baptiste de Gorvello |
| Chapelle Sainte-Hélène | Surzur                                               | Brarun                                                   | 47° 34′ 19″ nord, 2° 37′ 34″ ouest             | « PA00091749 »                                 | Inscrit                                                                         | 1973                                           | Chapelle Sainte-Hélène |
| Manoir de Cohanno Façades et toitures | Surzur                                               | Cohanno                                                  | 47° 33′ 46″ nord, 2° 39′ 31″ ouest             | « PA00091750 »                                 | Inscrit                                                                         | 1968                                           | Image manquante Téléverser |
| Croix du cimetière | Théhillac                                            | Rue de l'Église                                          | 47° 34′ 22″ nord, 2° 06′ 37″ ouest             | « PA00091752 »                                 | Inscrit                                                                         | 1926                                           | Image manquante Téléverser |
| Manoir de la Cour y compris les communs et les deux avenues donnant accès au manoir | Théhillac                                            | La Cour                                                  | 47° 34′ 02″ nord, 2° 06′ 11″ ouest             | « PA00091753 »                                 | Inscrit                                                                         | 2022                                           | Manoir de la Coury compris les communs et les deux avenues donnant accès au manoir |
| Chapelle de Brangolo | Theix-Noyalo                                         | Brangolo Theix                                           | 47° 39′ 09″ nord, 2° 37′ 03″ ouest             | « PA00091754 »                                 | Inscrit                                                                         | 1925                                           | Image manquante Téléverser |
| Chapelle Notre-Dame-la-Blanche | Theix-Noyalo                                         | Notre-Dame la Blanche Theix                              | 47° 37′ 43″ nord, 2° 39′ 01″ ouest             | « PA00091755 »                                 | Inscrit                                                                         | 1925                                           | Image manquante Téléverser |
| Château du Plessis-Josso y compris le moulin, la grange, les murs nord et ouest de l'enceinte, les murs de clôture du jardin | Theix-Noyalo                                         | Plessis-Josso Theix                                      | 47° 37′ 47″ nord, 2° 35′ 40″ ouest             | « PA00091756 »                                 | Inscrit Classé Inscrit                                                          | 1929 1981 2001                                 | Château du Plessis-Jossoy compris le moulin, la grange, les murs nord et ouest de l'enceinte, les murs de clôture du jardin |
| Dolmen de Coëtby | Trédion                                              | Coëtby                                                   | 47° 46′ 08″ nord, 2° 32′ 00″ ouest             | « PA00091757 »                                 | Classé                                                                          | 1966                                           | Image manquante Téléverser |
| Menhirs Babouin et Babouine | Trédion                                              | Le Bois du Prieuré                                       | 47° 46′ 54″ nord, 2° 34′ 44″ ouest             | « PA00091758 »                                 | Classé                                                                          | 1933                                           | Menhirs Babouin et Babouine |
| Chapelle Notre-Dame de Cran | Treffléan                                            | Cran                                                     | 47° 39′ 58″ nord, 2° 36′ 03″ ouest             | « PA00091759 »                                 | Classé                                                                          | 1962                                           | Chapelle Notre-Dame de Cran |
| Calvaire de Bizole | Treffléan                                            | Bizole                                                   | 47° 40′ 14″ nord, 2° 38′ 57″ ouest             | « PA00091760 »                                 | Inscrit                                                                         | 1929                                           | Calvaire de Bizole |
| Fontaine Saint-Servais et son lavoir | La Trinité-Surzur                                    | Route des Vénètes                                        | 47° 36′ 17″ nord, 2° 35′ 44″ ouest             | « PA00091771 »                                 | Inscrit                                                                         | 1935                                           | Fontaine Saint-Servaiset son lavoir |
| | Vannes                                               | Voir Liste des monuments historiques de Vannes           | Voir Liste des monuments historiques de Vannes | Voir Liste des monuments historiques de Vannes | Voir Liste des monuments historiques de Vannes                                  | Voir Liste des monuments historiques de Vannes | Voir Liste des monuments historiques de Vannes |
| Chapelle et ses cryptes | La Vraie-Croix                                       | Le Bourg                                                 | 47° 41′ 22″ nord, 2° 32′ 36″ ouest             | « PA00091807 »                                 | Inscrit                                                                         | 1926                                           | Chapelleet ses cryptes |
| Fontaine du Saint | La Vraie-Croix                                       | Rue de la Fontaine                                       | 47° 41′ 20″ nord, 2° 32′ 23″ ouest             | « PA00091808 »                                 | Inscrit                                                                         | 1929                                           | Fontaine du Saint |
| Site gallo-romain du Nal | La Vraie-Croix                                       | Le Nal                                                   | 47° 42′ 02″ nord, 2° 30′ 21″ ouest             | « PA56000021 »                                 | Inscrit                                                                         | 2002                                           | Image manquante Téléverser |

## Anciens monuments historiques
| Monument                   | Commune            | Adresse                   | Coordonnées                        | Notice         | Protection     | Date      | Illustration               |
| -------------------------- | ------------------ | ------------------------- | ---------------------------------- | -------------- | -------------- | --------- | -------------------------- |
| Puits de Locmerin-des-Prés | Grand-Champ        | Locmerin-des-Prés         | 47° 45′ 20″ nord, 2° 48′ 36″ ouest | « PA00091221 » | Inscrit Abrogé | 1934 2015 | Image manquante Téléverser |
| Puits du presbytère        | Locqueltas         | Place de l'Église         | 47° 45′ 27″ nord, 2° 46′ 04″ ouest | « PA00091408 » | Inscrit Radié  | 1934 2014 | Puits du presbytère        |
| Maison                     | La Trinité-Porhoët | Rue Pifosset Rue Rennaise | 48° 05′ 51″ nord, 2° 32′ 49″ ouest | « PA00091764 » | Inscrit Radié  | 1979 2011 | Image manquante Téléverser |